# Perizoma apantharia
Perizoma apantharia là một loài bướm đêm trong họ Geometridae.